# Hana Homolková
Hana Homolková (*1996, Lísek) je česká atletka a běžkyně, jejíž specializací je půlmaraton a běh na 10 000 metrů. 
Větších úspěchů začala dosahovat v roce 2019, ale první významný výsledek zaznamenala již v roce 2014, když skončila na druhé pozici v mistrovství ČR juniorů v běhu na 10 000 metrů v Praze-Běchovicích s časem 39:21. V roce 2019 také dostala ocenění sportovkyně roku kraje Vysočina. V roce 2021 vyhrála všechny závody RunCzech v ženské kategorii. V té době také studovala doktorské studium na Masarykově univerzitě na Fakultě sportovních studií.
Do roku 2020 trénovala v klubu TJ Nové Město na Moravě, poté přestoupila do AK Škoda Plzeň.

## Osobní rekordy
- Běh na 10 000 metrů - 35:56 (7. září 2019, Praha)[6]
- Půlmaraton - 1:18:10 (18. září 2021, Ústí nad Labem)[2]